# Perfectionnisme (psychologie)
À ne pas confondre avec Perfectionnisme (philosophie).
Le perfectionnisme, en psychologie, consiste à se comporter comme si la perfection pouvait et devait être atteinte. Sous sa forme extrême, pathologique, le perfectionniste considère toute imperfection comme inacceptable.

## Mesure et définition
Hamachek décrit deux types de perfectionnisme. Les perfectionnistes normaux « retirent une réelle sensation de plaisir du travail exigé par un effort soutenu », alors que les perfectionnistes névrosés sont « incapables d'éprouver de la satisfaction parce qu'à leurs yeux, ce qu'ils font ne semble jamais assez bien pour justifier une telle satisfaction ». Burns de son côté définit les perfectionnistes comme « des gens qui s'efforcent compulsivement et sans trêve d'atteindre des buts irréalistes et qui jugent de leur propre valeur exclusivement en termes de productivité et de performance ».
En 1991, Hewitt et Flett ont conçu une échelle (dite PSPS en anglais, pour Perfectionistic Self-Presentation Scale) qui évalue trois stratégies de présentation de soi du perfectionniste : afficher sa propre perfection, éviter les situations où l'on pourrait apparaître imparfait, ne pas révéler les situations où l'on a été imparfait.
En 1996, Slaney a créé l'échelle Almost Perfect (« Presque Parfait »), qui contient quatre variables : Standards et Ordre, Relations, Anxiété, Procrastination. Cette échelle permet de distinguer le perfectionnisme adapté du perfectionnisme mésadapté. Les perfectionnistes adaptés aussi bien que mésadaptés obtiennent des scores élevés pour Standards et Ordre, cependant les perfectionnistes mésadaptés obtiennent également des scores élevés pour Anxiété et Procrastination.
Dans leur ouvrage Too Perfect (« Trop parfait »), Mallinger et De Wyze décrivent les perfectionnistes comme des personnalités obsessionnelles. Il ne faut pas confondre le cas de la personnalité obsessionnelle avec le trouble obsessionnel compulsif de la personnalité ; ce dernier est un trouble médical que l'on peut associer à un comportement ritualiste spécifique. Selon Mallinger et De Wyze, les perfectionnistes sont des obsessionnels qui ont besoin, pour se protéger et assurer leur propre sécurité, d'éprouver en toutes circonstances un sentiment de maîtrise. En exerçant une vigilance constante et moyennant des efforts extrêmes, ils parviennent non seulement à ne jamais décevoir et à être irréprochables, mais même à se prémunir contre des problèmes imprévus (comme une récession économique). Cette vigilance inclura parfois la surveillance constante des bulletins de nouvelles, de la météo ou des marchés financiers.
Les perfectionnistes sont souvent des bourreaux de travail incapables de se détendre, des individus qui se font des reproches durant des jours pour la moindre erreur ou un simple lapsus, la personne tellement désireuse de trouver le partenaire parfait qu'elle n'établit jamais de relation durable, celle qui procrastine, qui est capricieuse, etc. Les perfectionnistes ont tendance à être exceptionnellement sensibles aux reproches.
Les perfectionnistes présentent souvent quelques-uns ou la totalité des traits de personnalité suivants : retenue émotionnelle, peur de commettre des méprises ou des erreurs, parcimonie, besoin d'être irréprochable, tendance à s'entêter ou à contredire, etc.
Le perfectionnisme est l'un des seize facteurs de la personnalité identifiés par Raymond Cattell. On peut le relier à la Conscience et au Névrosisme des Big five, les cinq traits centraux de la personnalité.
En 2006, Stoeber et Otto ont passé en revue les diverses définitions et mesures du perfectionnisme. Ils ont découvert que le perfectionnisme comportait deux dimensions principales : les aspirations perfectionnistes et les préoccupations perfectionnistes. Les aspirations perfectionnistes sont associées à des aspects positifs et les préoccupations perfectionnistes à des aspects négatifs (voir plus bas). Les perfectionnistes sains obtiennent un score élevé pour les aspirations perfectionnistes et faible pour les préoccupations perfectionnistes, alors que les perfectionnistes malsains obtiennent un score élevé aussi bien pour les préoccupations que pour les aspirations perfectionnistes.
Par la suite, Stoeber et ses collaborateurs améliorent leur modèle en deux facteurs  :
1. Aspirations perfectionnistes :
  - Les aspirations perfectionnistes se réfèrent aux aspects positifs du perfectionnisme. Les individus ayant des aspirations perfectionnistes fixent des normes personnelles élevées pour eux-mêmes et s’engagent dans une quête d’excellence orientée vers eux-mêmes.
  - Caractéristiques liées:
    - Ils visent l’excellence et cherchent constamment à s’améliorer.
    - Ils sont consciencieux, travailleurs et dévoués.
    - Leurs aspirations perfectionnistes sont associées à des résultats positifs, tels que des stratégies d’adaptation adaptatives, des affects positifs et un bien-être subjectif plus élevé.
    - Ces individus ressentent un sentiment d’accomplissement dès lors qu’ils atteignent des résultats élevés.
2. préoccupations perfectionnistes :
  - Les préoccupations perfectionnistes  représentent les aspects négatifs du perfectionnisme. Les individus ayant des préoccupations perfectionnistes éprouvent de l’anxiété et de la détresse liées à leurs tendances perfectionnistes.
  - Caractéristiques liées :
    - Ils sont obsédés par les erreurs et craignent l’échec.
    - Ils s’auto-critiquent sévèrement et doutent de leurs actions.
    - Leur estime de soi est constamment dépendante de leur performance, ce qui entraîne une détresse émotionnelle lorsqu’ils ne répondent pas à leurs normes.
    - Les préoccupations perfectionnistes sont associées à un malaise psychologique et à des réactions émotionnelles négatives.

  - Exemple : un étudiant qui s’inquiète constamment de commettre des erreurs dans ses devoirs et se sent dévasté lorsqu’il obtient des notes inférieures à la perfection.

## Aspects positifs
Le perfectionnisme peut pousser les gens à de grandes réalisations et fournir la motivation qui permet de persévérer face au découragement et aux obstacles. Roedell prétend que « dans sa forme positive, le perfectionnisme peut fournir l'énergie motrice qui conduit à de grandes performances. Le souci méticuleux du détail que requiert la recherche scientifique, le zèle qui pousse les compositeurs à travailler sans relâche jusqu'à ce que leur musique reproduise les sons merveilleux que l'imagination leur faisait entendre, et la ténacité des peintres qui restent à leur chevalet jusqu'à ce que leur œuvre corresponde exactement à leur dessein, tout cela résulte du perfectionnisme. »
Slaney a découvert que les perfectionnistes adaptés présentaient des niveaux de procrastination plus faibles que les non-perfectionnistes. Les artistes, les scientifiques et les athlètes de haut calibre font souvent preuve de perfectionnisme. Ainsi par exemple, c'est peut-être le perfectionnisme de Michel-Ange qui l'a stimulé à produire des chefs-d'œuvre comme la sculpture de David et la Chapelle Sixtine. Chez les enfants, le perfectionnisme va [souvent] de pair avec la douance[réf. nécessaire].

## Aspects négatifs
Dans sa forme pathologique, le perfectionnisme peut s'avérer très dommageable. Il peut prendre la forme de la procrastination quand il sert à reporter les tâches à plus tard (« Je ne peux pas entreprendre ce projet tant que je ne connaîtrai pas la bonne façon de procéder. »), et de la dépréciation de soi quand il sert à justifier une piètre performance ou à rechercher la sympathie et l'approbation d'autrui (« Je ne peux pas croire que j'ignore comment atteindre mes propres objectifs. Je dois être stupide ; comment expliquer autrement que je n'y arrive pas ? »). Au travail, le perfectionnisme est souvent caractérisé par une faible productivité, quand des individus consacrent du temps et de l'énergie aux petits détails sans importance d'un projet plus vaste, ou encore à des activités quotidiennes sans intérêt. Cela peut mener à la dépression, à l'exclusion par les collègues, et à un risque plus élevé d'accidents. Adderholt-Elliot (1989) décrit cinq caractéristiques des étudiants et des enseignants perfectionnistes qui contribuent à un mauvais rendement : la procrastination, la peur de l'échec, la philosophie du « tout ou rien », la paralysie du perfectionniste et la dépendance au travail. Dans les relations intimes, des attentes irréalistes peuvent entraîner une profonde insatisfaction des deux partenaires. Les perfectionnistes en arrivent parfois, dans la poursuite de leurs objectifs, à sacrifier les activités familiales et sociales.
Les perfectionnistes peuvent souffrir d'anxiété et d'une faible estime de soi. Le perfectionnisme est un facteur de risque pour le trouble obsessionnel compulsif, les troubles alimentaires et la dépression clinique.
Les thérapeutes essaient de s'attaquer aux pensées négatives sous-jacentes au perfectionnisme, en particulier la philosophie du « tout ou rien » en vertu de laquelle le patient croit qu'une réalisation est soit parfaite, soit inutile. Ils encouragent les patients à se fixer des objectifs réalistes et à faire face à leur peur de l'échec.

## Les causes
Comme la plupart des traits de personnalité, le perfectionnisme présente généralement un caractère familial et recèle, selon certaines thèses, une composante phylogénétique, une transmission de génération en génération, provoquant cette manière d'être. Il se pourrait que les parents qui font preuve d'un style autoritaire combiné à un amour conditionnel contribuent au développement du perfectionnisme chez leurs enfants.
Il se peut enfin que le perfectionnisme soit un héritage de notre évolution passée. Les hominidés qui éprouvaient le besoin de s'améliorer (perfectionnisme) petit à petit sur une longue période, pouvaient en effet inventer de meilleurs outils, ce qui leur procurait un avantage non négligeable pour la survie.